# Norbert Kuhlmann

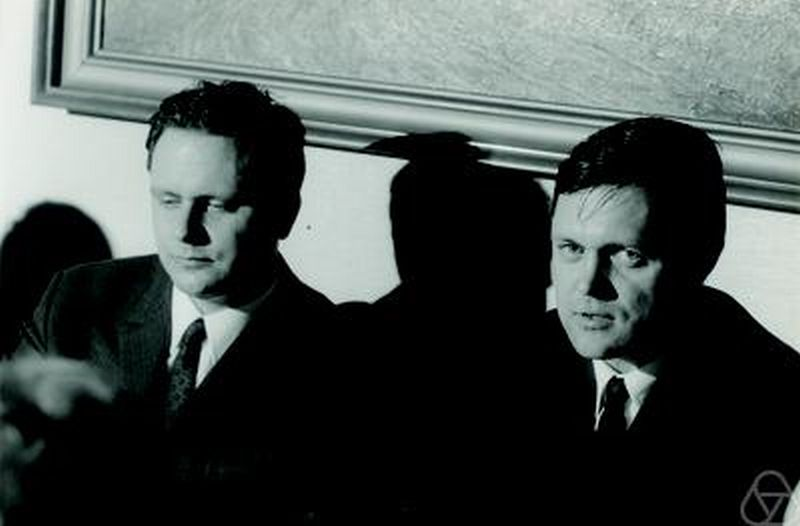
Norbert Kuhlmann (links) mit Günter Scheja, Münster 1967

Norbert Kuhlmann (* 24. Januar 1934; † 13. Februar 2017) war ein deutscher Mathematiker, der sich mit komplexer Analysis und algebraischer Geometrie befasste.
Kuhlmann wurde 1958 bei Heinrich Behnke (und Reinhold Remmert) an der Westfälischen Wilhelms-Universität Münster promoviert (Zur Theorie der eigentlichen Modifikationen algebraischer und komplexer Räume). Er wurde 1962 Privatdozent an der Universität Würzburg und 1963 Universitätsdozent. Von 1963 bis 1966 war er Associate Professor an der University of Notre Dame. 1967 wurde er wissenschaftlicher Rat und Professor an der Universität Bochum und 1968 außerplanmäßiger Professor. 1973 wurde er ordentlicher Professor an der Universität-Gesamthochschule Essen (heute Universität Duisburg-Essen).

## Schriften
- Zur Theorie der Modifikationen algebraischer Varietäten (Birationale Transformationen), Schriftenreihe des Mathematischen Instituts der Universität Münster 1959, Digitalisat
- Projektive Modifikationen komplexer Räume, Math.Annalen, Band 139, 1960, S.  217–238 (1960)
- Über holomorphe Abbildungen komplexer Räume, Archiv der Mathematik, Band 15, 1964, S. 81–90
- Über die Auflösung der Singularitäten 3-dimensionaler komplexer Räume I, Math. Annalen, Band 151, 1963, S. 304–331
- Algebraic function fields on complex analytic spaces, Proceedings of the Conference on Complex Analysis, Minneapolis 1964, Springer 1965, S. 155–172 (1965)
- Bemerkungen über holomorphe Abbildungen komplexer Räume, in: Heinrich Behnke, Klaus Kopfermann (Hrsg.), Festschrift zur Gedächtnisfeier für Karl Weierstraß 1815–1965, S. 495–522, Wiss. Abh. Arbeitsgemeinschaft Forschung des Landes Nordrhein-Westfalen 33, Springer 1966
- Über holomorphe Abbildungen mit Projektiven Fasern, Math. Z., Band 135, 1973/74, S. 43–54